# IPA Braille

International in Received Pronunciation und die Kodierung in Brailleschrift

IPA Braille ist die moderne Standardkodierung des Internationalen Phonetischen Alphabets (IPA) für Brailleschrift.
Bereits im Jahr 1934 entstand eine Kodierung des Internationalen Phonetischen Alphabets für Brailleschrift. Sie wurde von Merrick und Ponthoff erstellt, und in London publiziert. Verwendung fand die Kodierung in Frankreich, Deutschland, und verschiedenen englischsprachigen Ländern.
IPA wurde stetig weiterentwickelt, die Anpassungen wurden jedoch nicht in IPA Braille übernommen. Dadurch war IPA Braille im Jahr 1989 obsolet. Im Jahr 1990 wurde eine neue Version veröffentlicht; allerdings wurde dabei ein schwierig zu verwendendes Format verwendet, was die Neuerung schlecht anwendbar machte. Im Jahr 1987 wurde eine neue Version für englischsprachige Länder publiziert. Diese hatte jedoch das Problem, dass sie zu Braille IPA, was anderswo verwendet wurde, inkompatibel war. Sie war ebenfalls schwierig anzuwenden und wurde den an sie gestellten Erwartungen nicht gerecht. Im Jahr 2008 revidierte Robert Englebretson die Notation von 1934. Diese wurde von den entsprechenden Gremien (BANA) im Jahr 2011 akzeptiert. Sie hat den Vorteil, dass Konsonanten und Vokale größtenteils gleich geschrieben werden wie 1934. Diakritische Zeichen wurden ergänzt und systematisiert. In der neuen Version folgen sie dem Basiszeichen, in der alten wurden sie vorangestellt. Die neue Version hat noch gewisse Schwächen: Betonung kann nur schwer ausgedrückt werden, und nicht alle diakritischen Zeichen können geschrieben werden.